# USS Dwight D. Eisenhower (CVN-69)
El USS Dwight D. Eisenhower (CVN-69), habitualmente denominado «Ike», es un portaaviones de la Armada de los Estados Unidos, actualmente en servicio. Asignado en 1977, el buque es el segundo de los diez portaaviones de la Clase Nimitz, y es el primer barco que lleva el nombre del trigésimo cuarto Presidente de los Estados Unidos, Dwight D. Eisenhower. El portaaviones, como todos los demás de su clase, fue construido en los astilleros Northrop Grumman Shipbuilding Newport News en Virginia, con el mismo diseño que la nave que da nombre a la clase, aunque el buque se ha revisado dos veces para llevarlo a los estándares de los construidos recientemente.
Desde su entrada en servicio el USS Eisenhower ha participado en numerosos despliegues incluyendo Operación Eagle Claw durante la Crisis de los rehenes en Irán en 1980, así como la Guerra del Golfo en la década de 1990, y más recientemente en apoyo de operaciones militares de EE. UU. en Irak y Afganistán.

## Diseño y construcción
El 15 de agosto de 1970, fue puesto en grada en los astilleros Northrop Grumman Shipbuilding Newport News como el número de casco 599, a un costo de 679 millones dólares, fue botado el 11 de octubre de 1975 siendo amadrinado por Mamie Eisenhower esposa de Dwight D. Eisenhower y asignado el 18 de octubre de 1977, bajo el mando del Capitán William E. Ramsey. Desde su puesta en marcha, el USS Eisenhower ha tenido 14 comandantes.
Su entrada en servicio sirvió para reemplazar al antiguo portaaviones de la Segunda Guerra Mundial el USS Franklin D. Roosevelt (CV-42).

## Los primeros despliegues

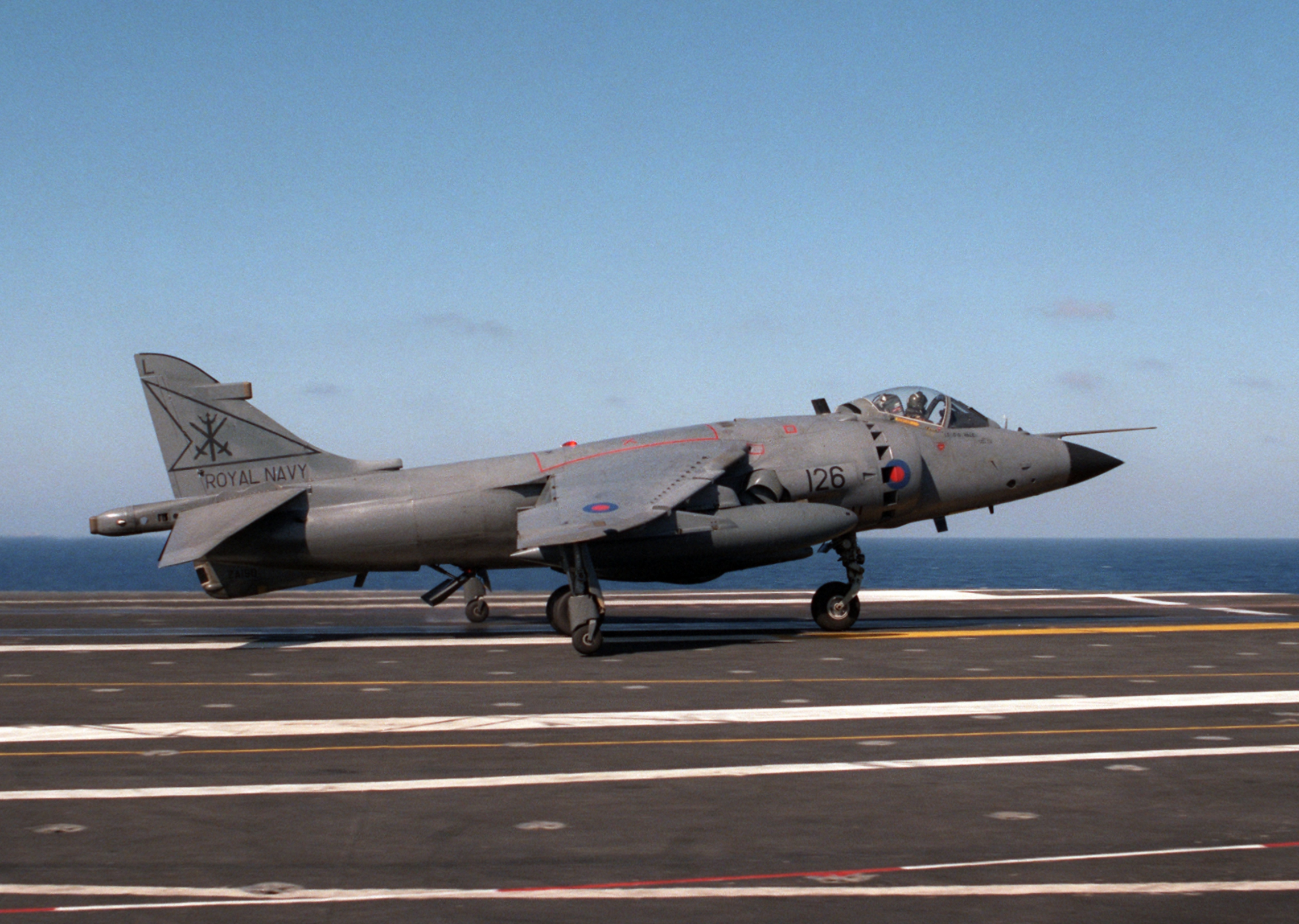
Un Sea Harrier de la Fleet Air Arm despega desde la cubierta del Dwight D. Eisenhower en 1984.

El USS Eisenhower fue asignado inicialmente a la Flota del Atlántico de los Estados Unidos. En enero de 1979 se zarpó rumbo al mar Mediterráneo, lo que sería su primer despliegue. Durante este despliegue, mientras se encontraba cerca de las costas de Israel, fue visitado por el primer ministro de Israel Menájem Beguin. El portaaviones regreso a la base de Norfolk en julio del mismo año. Bajo el mando de su segundo oficial al mando, el capitán James H. Mauldin, inició su segundo despliegue en 1980, cuando fue enviado por el presidente Carter al Océano Índico, en respuesta a la Crisis de los rehenes de Irán. Relevo al USS Nimitz 3 días después del intento de rescate de rehenes iraníes.
Como resultado de las tensiones en la zona, el USS Eisenhower permaneció cerca de la costa de Irán durante 8 meses, con un total de 254 días en el mar. De los cuales pasaron 152 ininterrumpidos sin tocar puerto. Fue relevado por el USS Independence. Regresó a Norfolk el 22 de diciembre de 1980, justo a tiempo para que su Ala Aérea Embarcada y la tripulación pudieran celebrar la Navidad con sus familias.
En su tercer despliegue en 1982, regresó a la Mar Mediterráneo. Su nuevo oficial al mando era el capitán E.W. Clexton, exoficial Ejecutivo a las órdenes del capitán W.E. Ramsey.

## Revisión y posterior despliegue

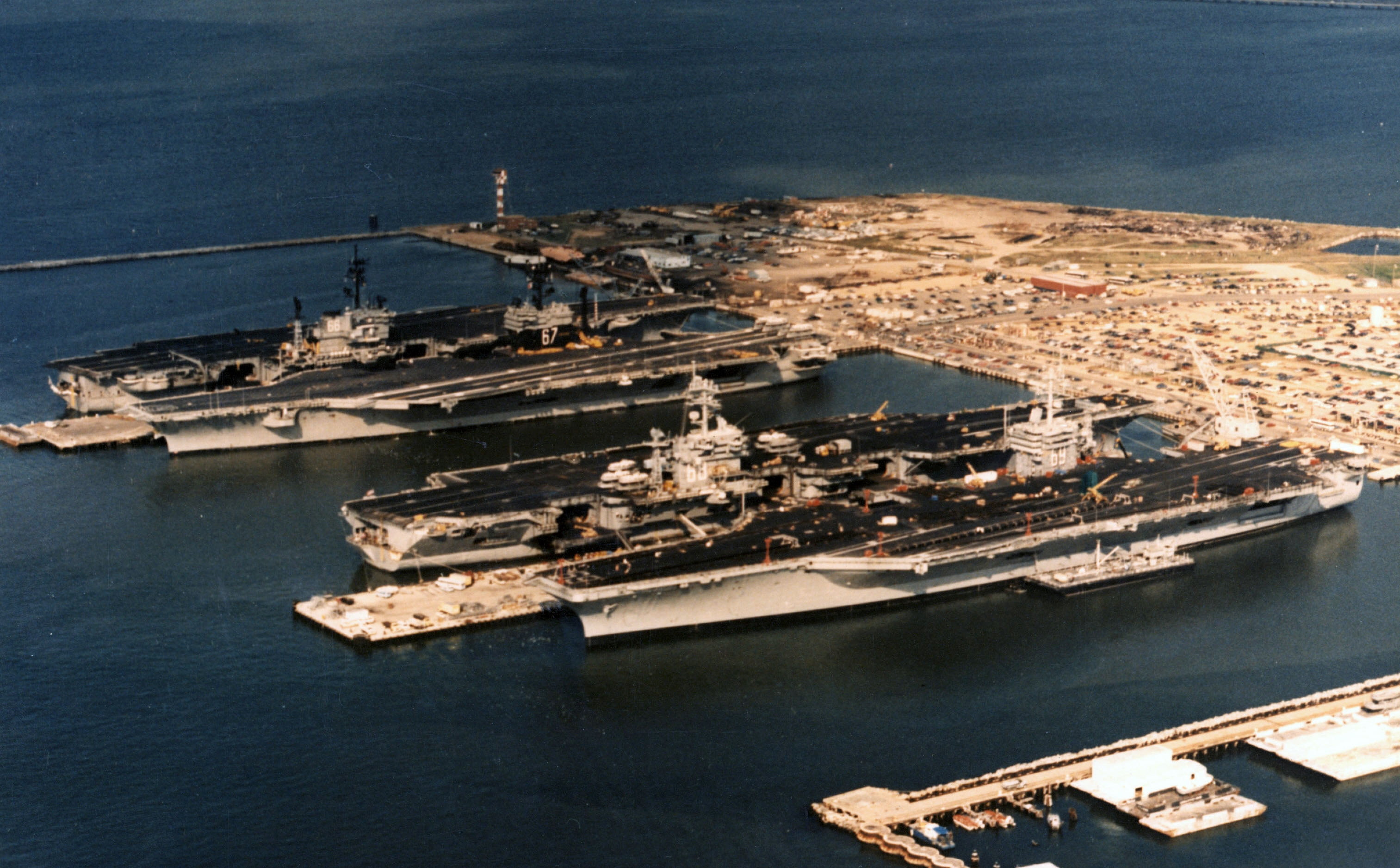
El USS Dwight D. Eisenhower (en primer plano) en Norfolk en 1985 junto al USS Nimitz, USS John F. Kennedy y USS America.

Después de su cuarto de despliegue el USS Eisenhower entró en los astilleros de Northrop Grumman Shipbuilding Newport News en octubre de 1985 para una revisión importante. Durante 18 meses se le realizaron una serie de mejoras en el sistema de armamento de proximidad, guerra antisubmarina, las comunicaciones y la rehabilitación de 1831 camas en 25 compartimentos. Volvió a entrar en la flota en abril de 1987.
El 29 de febrero de 1988, el buque inició su quinto despliegue hasta el Mediterráneo. Unos meses después, el 9 de junio, fue interceptado por el MV Sirius de Greenpeace frente a las costas de Palma de Mallorca, para denunciar que su armamento nuclear incumplía la normativa española sobre presencia nuclear en el país. Esta fue la primera vez que un portaaviones nuclear era interceptado. Al volver a Norfolk, el 29 de agosto de 1988, chocó con un buque carbonero español, mientras intentaba entra en el puerto para atracar en la Estación Naval de Norfolk cuando el viento y las corrientes empujaron al portaaviones fuera de curso, aunque los daños fueron menores en los dos buques.
El USS Eisenhower entró en el astillero naval de Norfolk en septiembre de 1988, regresó a la flota en abril de 1989.

### 1990
En 1990, el USS Eisenhower completó su sexto despliegue en el Mediterráneo. El despliegue se convirtió en un acto conmemorativo en el mundo celebrando el 100 aniversario del nacimiento del fallecido presidente. Durante el aniversario del Día D se celebraron una serie de ceremonias en la costa de Normandía, John Eisenhower hijo del presidente Eisenhower, y los veteranos del Día-D se embarcaron en el buque, mientras que aviones de la Carrier Air Wing Seven sobrevolaron el cementerio americano en la playa de Omaha.

### Operación Escudo del Desierto / Tormenta del Desierto

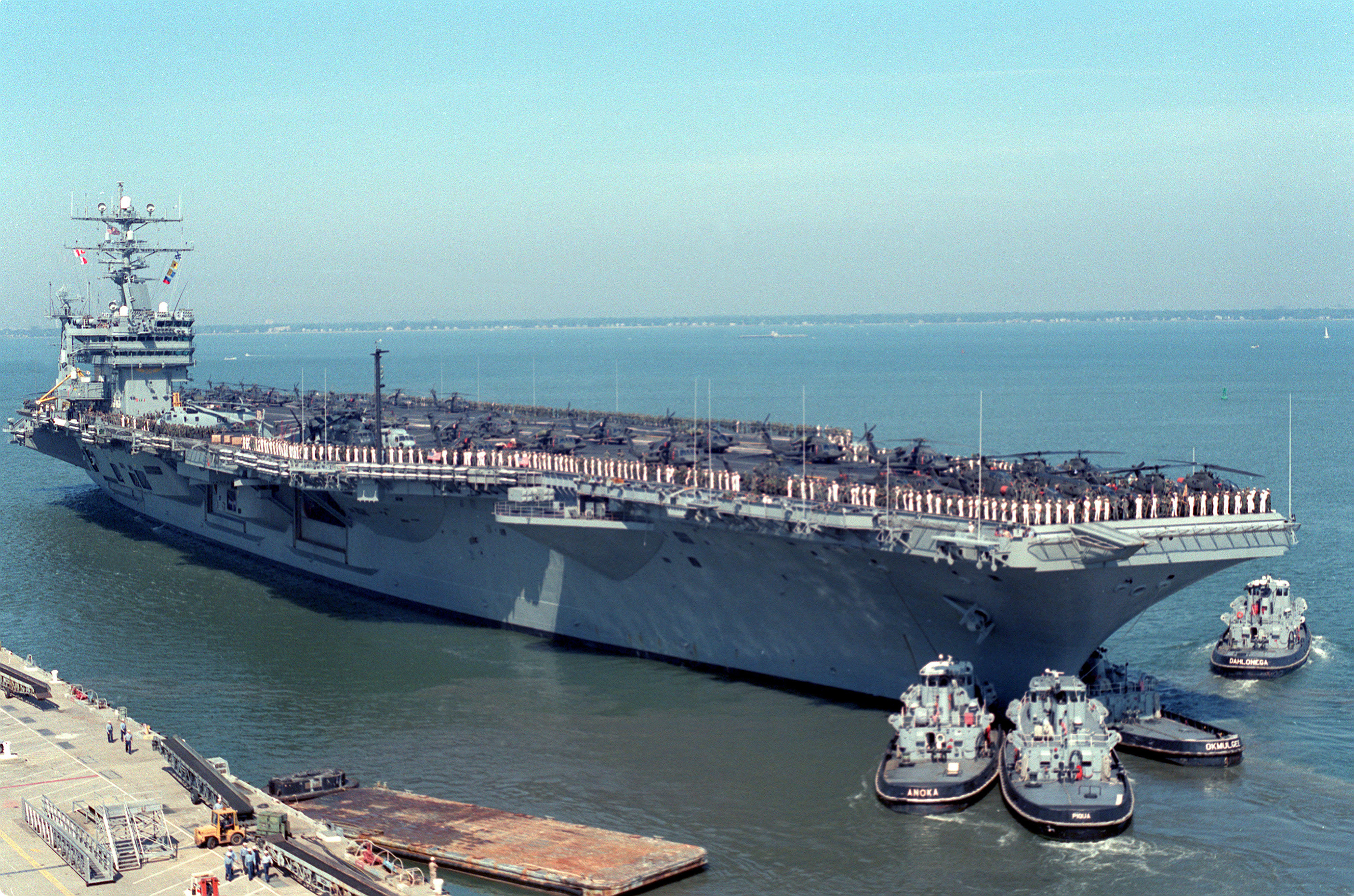
El USS Dwight D. Eisenhower sale de Norfolk para la Operación Defender la Democracia en Haití en 1994.

En respuesta a la invasión iraquí de Kuwait, el USS Eisenhower se convirtió en el primer portaaviones en llevar a cabo operaciones en el Mar Rojo, y fue el segundo portaaviones de propulsión nuclear en cruzar el Canal de Suez. El Ike sirvió como fuerza de interposición en el caso de que Irak invadiera Arabia Saudita, y participó en operaciones marítimas de interceptación en apoyo del embargo decretado por las Naciones Unidas contra Irak.
Después de un período extenso en el astillero, el portaaviones se desplegó el 26 de septiembre de 1991 de nuevo en el Golfo Pérsico para continuar las operaciones con las fuerzas de la coalición en apoyo de Operación Tormenta del Desierto. El USS Eisenhower regresó a Norfolk el 2 de abril de 1992, y el 12 de enero de 1993, entró en dique seco para una completa revisión de todos sus elementos, se reincorporó a la flota el 12 de noviembre de 1993.
En septiembre de 1994, embarcaron a bordo del USS Eisenhower elementos de la 10.ª División de Montaña y su equipo, y se dirigieron a Puerto Príncipe para participar en la Operación Restaurar la Democracia, una operación liderada por Estados Unidos para restaurar el gobierno electo de Haití.
Un mes después, partió para un despliegue de seis meses que incluyó misiones de vuelo en apoyo de las operaciones Operación Southern Watch Southern Watch y Operación Deny Flight Deny Flight. En este despliegue por primera vez las mujeres participaron como combatientes, en un ala de combate de la Armada estadounidense, la Carrier Air Wing Three y en el Cruiser Destroyer Group Eight en total más de 400 mujeres. La integración de la mujer causó algunos titulares negativos para la Armada. Durante el despliegue, 15 mujeres que prestaban servicio a bordo tuvieron que ser asignadas a servicios en tierra debido a sus embarazos, ganándose la nave el apodo de El Crucero del Amor. También hubo un caso de un marinero que se filmó teniendo relaciones sexuales con una mujer.
El USS Eisenhower regresó a Newport News Shipbuilding el 17 de julio de 1995 para una revisión compleja de que concluyó el 27 de enero de 1997. Durante este paron, el programa de juegos populares Wheel of Fortune grabó en el barco durante varias semanas programas para su duodécima temporada.
El 21 de mayo de 2001, el barco regresó a los astilleros de Newport para su primer y único reportaje en su vida (se calcula que el buque permanezca 50 años en servicio). El alcance del trabajo estaba valorado en $ 1 500 000 000, además de reemplazar los núcleos en los dos reactores nucleares, se realizaron mejoras tecnológicas, sustitución de cerca de 3000 válvulas, la revisión de los sistemas y la instalación de una nueva antena para mejorar la capacidad del radar. El 25 de enero de 2005, el USS Eisenhower regresó a la Estación Naval de Norfolk, y a la flota. Las modernizaciones efectuadas servirán para extender la vida útil de la nave mucho más allá de 2025.

### Golfo Pérsico / Despliegue en el Océano Índico

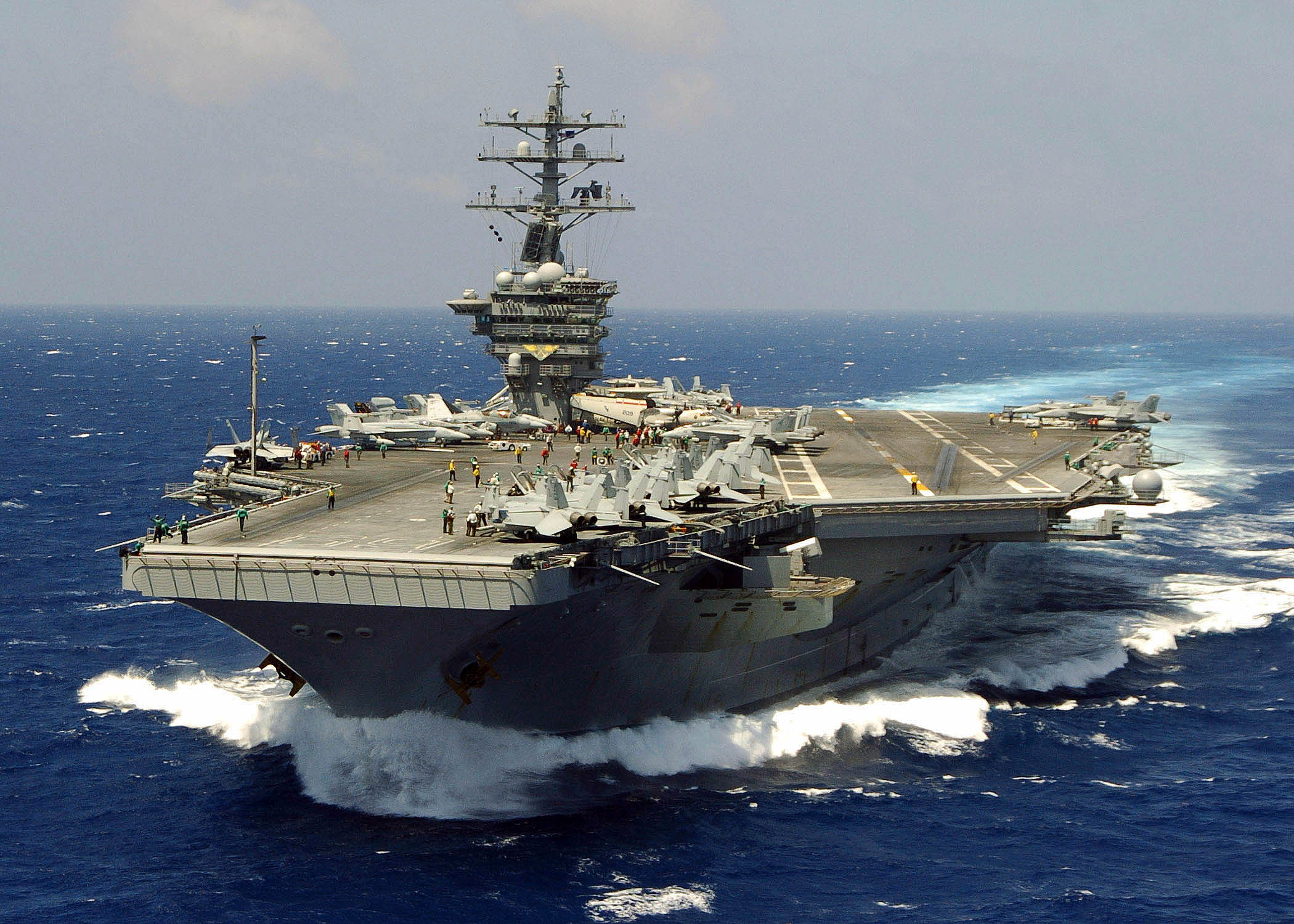
El USS Dwight D. Eisenhower (CVN-69) navegando por el Atlántico en el año 2006.

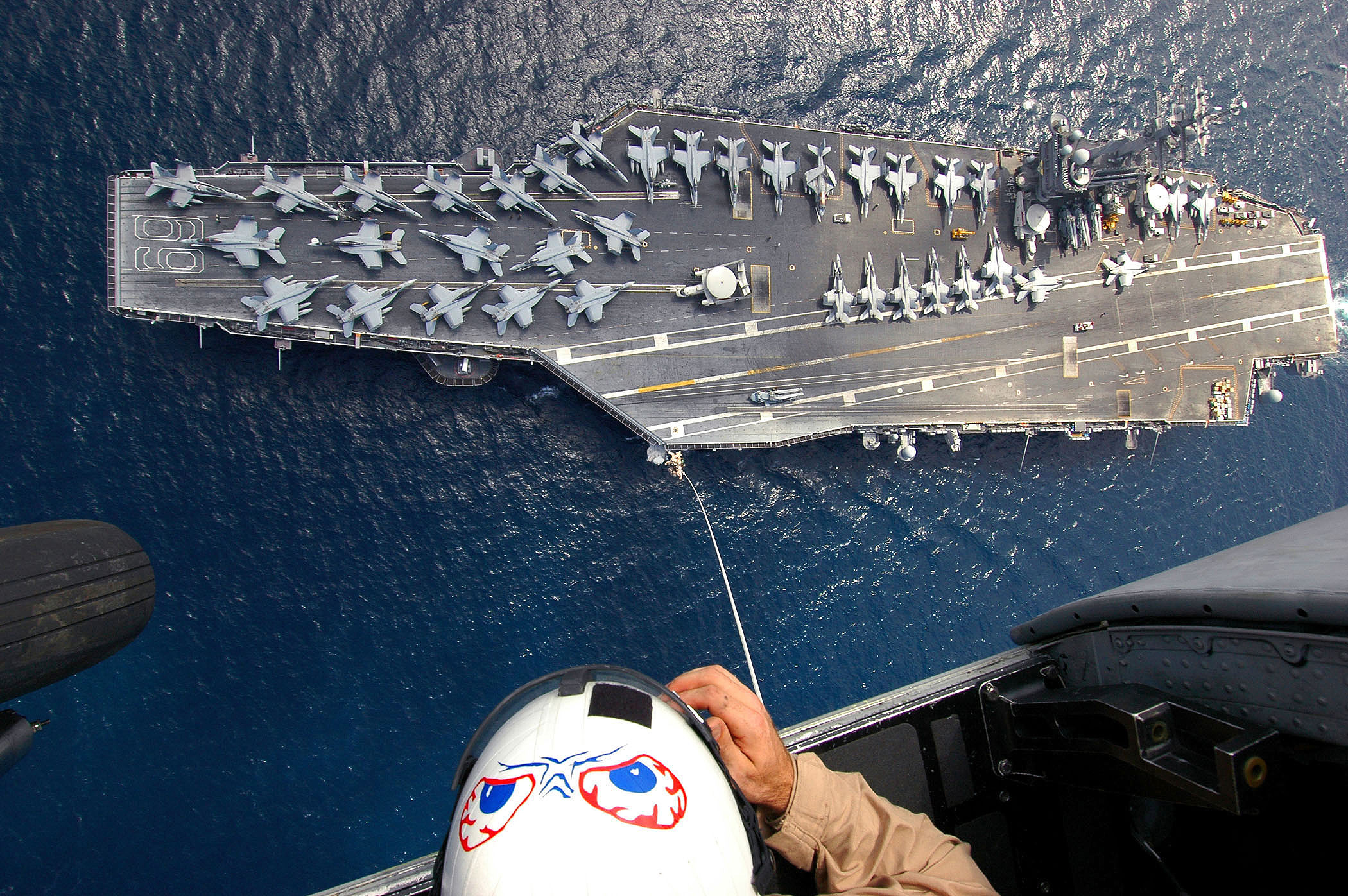
La Unidad Móvil de Eliminación de Artefactos Explosivos Seis participa en una sesión de capacitación de Inserción/Extracción de Patrulla Especial (SPIE) con el USS Dwight D. Eisenhower

El 3 de octubre de 2006 el USS Eisenhower junto con la Carrier Air Wing 7 (CVW-7), volvió a hacerse a la mar como buque insignia del almirante Allen G. Myers al mando del Carrier Strike Group 8 (CSG-8) compuesto por el crucero USS Anzio, los destructores USS Ramage y USS Mason, y el submarino USS Newport News. el CSG-8 entró en el Golfo Pérsico en diciembre de 2006.
El 8 de enero de 2007, un AC-130 estadounidense con base en Yibuti fue enviado a atacar a agentes de Al-Qaeda ubicados en Somalia. El USS Eisenhower se desplegó en el Océano Índico para proporcionar cobertura aérea para la operación y, si fuera necesario, para evacuar a los aviadores caídos y heridos. Se unió a otros buques de estadounidenses y sus aliados de formaron la Combined Task Force 150. Un portavoz estadounidense no especificó que buques la componían, pero la fuerza de trabajo estaba compuesta por buques de Canadá, Francia, Alemania, Pakistán, Reino Unido. Los buques estadounidenses de la Combined Task Force 150 eran un destructor de la clase Arleigh Burke el USS Ramage y el crucero de la clase Ticonderoga USS Bunker Hill.
En marzo de 2007, tras la captura de personal de la Marina Real Británica por las fuerzas iraníes, el USS Eisenhower y su grupo de combate comenzó unos juegos de guerra cerca de la costa iraní. En abril de 2007, el barco fue relevado por el USS Nimitz.

### 2008-2009
El 4 de octubre de 2008 de produjo en el USS Eisenhower un fatal accidente, el suboficial de segunda clase Robert Robinson Lemar falleció a bordo del buque durante unos ejercicios de entrenamiento cerca de la costa de Carolina del Norte, después de ser golpeado por un avión a las 8:15 p. m. (hora local) en la cubierta de vuelo del portaaviones.
El 21 de febrero de 2009, fue desplegado en el Mar Arábigo. Sirvió como buque insignia del Carrier Strike Group 8 (CSG 8) comandado por el contralmirante Kurt W. Tidd. También se embarcó la Carrier Air Wing 7 y el personal del Destroyer Squadron 28. Otros buques del (CSG 8) fueron el destructor USS Bainbridge, la fragata USS Halyburton, el submarino USS Scranton, y los cruceros USS Vicksburg y USS Gettysburg. Además de apoyar las operaciones Libertad Iraquí y Libertad Duradera, el grupo de ataque llevó a cabo operaciones de seguridad marítima, incluyendo operaciones de lucha contra la piratería. El 16 de mayo, el USS Eisenhower se convirtió en primer portaaviones de la clase Nimitz en atracar en el embarcadero de Manama, Baréin. El último portaaviones que había amarrado en el embarcadero fue el USS Rendova en el año 1948. El 30 de julio de 2009, el USS Eisenhower regresó a la Estación Naval de Norfolk después de casi seis meses de despliegue.

### Década de 2010

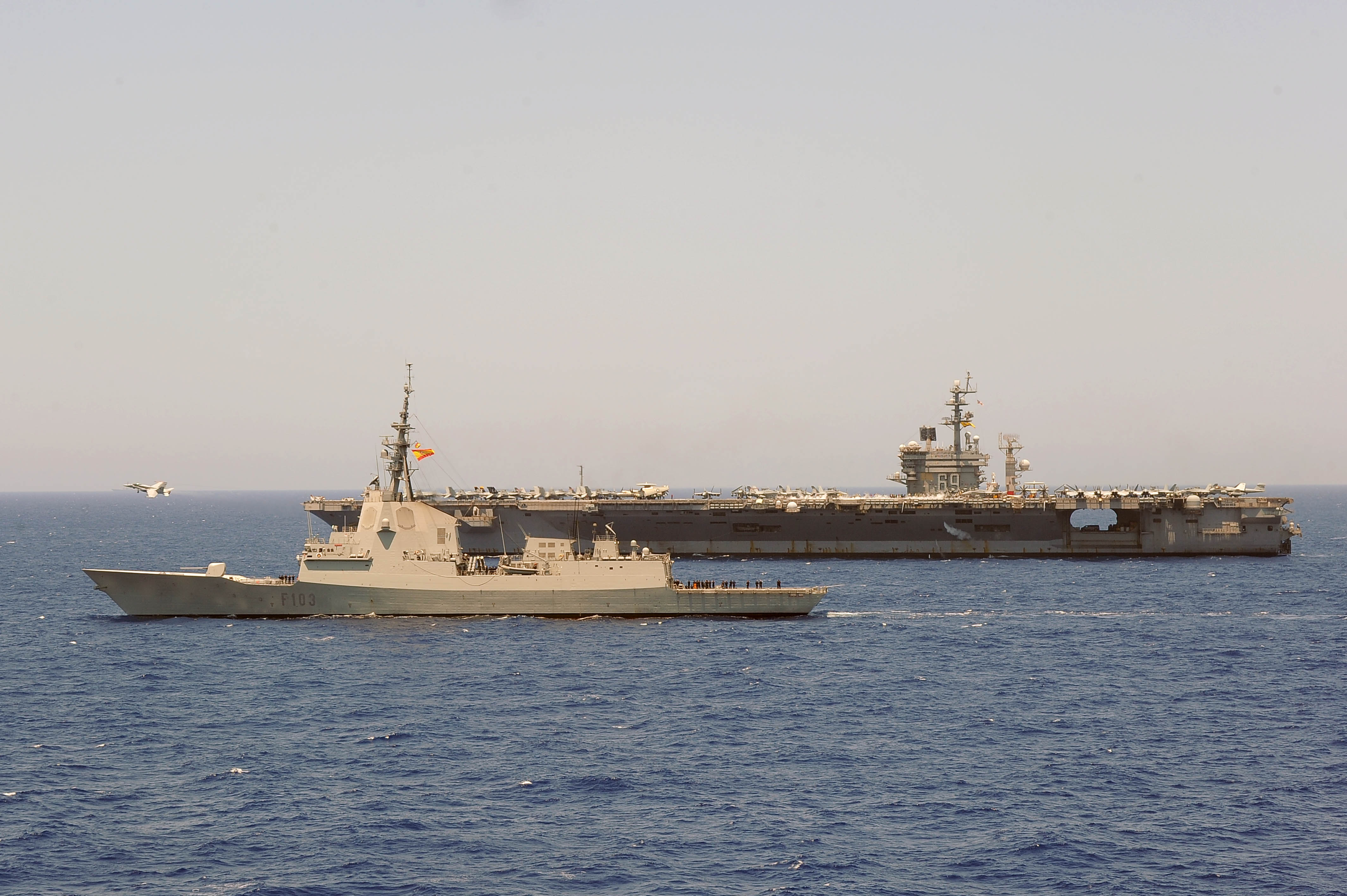
El portaviones nuclear estadounidense USS Dwight D. Eisenhower junto a la fragata española Blas de Lezo (F-103) en el año 2012.

El 2 de enero de 2010, el USS Eisenhower fue desplegado de nuevo a Oriente Medio, en la zona de operaciones de la Quinta Flota. Sirvió de nuevo como buque insignia del Carrier Strike Group Dwight D. Eisenhower comandado por el contralmirante Philip S. Davidson. Además del Ike el grupo de ataque está formado por Carrier Air Wing 7; Destroyer Squadron 28, compuesto por el crucero USS Hue City y los destructores USS McFaul, USS Carney, y el USS Farragut.

### Década de 2020
El 13 de enero de 2020, el USS Dwight D. Eisenhower salió de Norfolk para su ejercicio de unidad de entrenamiento compuesto antes del despliegue. Después de ejercitarse con Carrier Strike Group 10 hasta finales de febrero, el Dwight D. Eisenhower se desplegó inmediatamente en el Golfo Pérsico sin regresar a puerto, debido al Empleo Dinámico de Fuerza (DFE), una estrategia para ayudar a que los despliegues navales sean menos predictivos.
El 26 de junio de 2020, el barco superó el récord del USS Theodore Roosevelt de 160 días consecutivos en el mar sin escala en puerto al alcanzar su día 161. Esta nueva marca se atribuye a la pandemia de COVID-19 y al compromiso operativo del barco de "permanecer limpio" evitando cualquier contacto con puertos que tuvieran el potencial de introducir el nuevo coronavirus en la tripulación. Los días 25 y 26 de julio de 2020, la Fuerza Aérea Helénica (HAF) se entrenó conjuntamente con el USS Dwight D. Eisenhower al sureste de Creta.
El 3 de marzo de 2021, el grupo de ataque de Dwight D. Eisenhower llevó a cabo el ejercicio Lightning Handshake con la fragata de la Marina Real de Marruecos Tarik Ben Zayid y aviones de combate de la Real Fuerza Aérea de Marruecos. El 5 de marzo, la fragata italiana Luigi Rizzo navegó junto a ella en el Estrecho de Gibraltar.
El 2 de abril de 2021, el Dwight D. Eisenhower, con Carrier Air Wing 3 y su Carrier Strike Group, transitó por el Canal de Suez hacia el Mar Rojo en apoyo de la Operación Inherent Resolve.

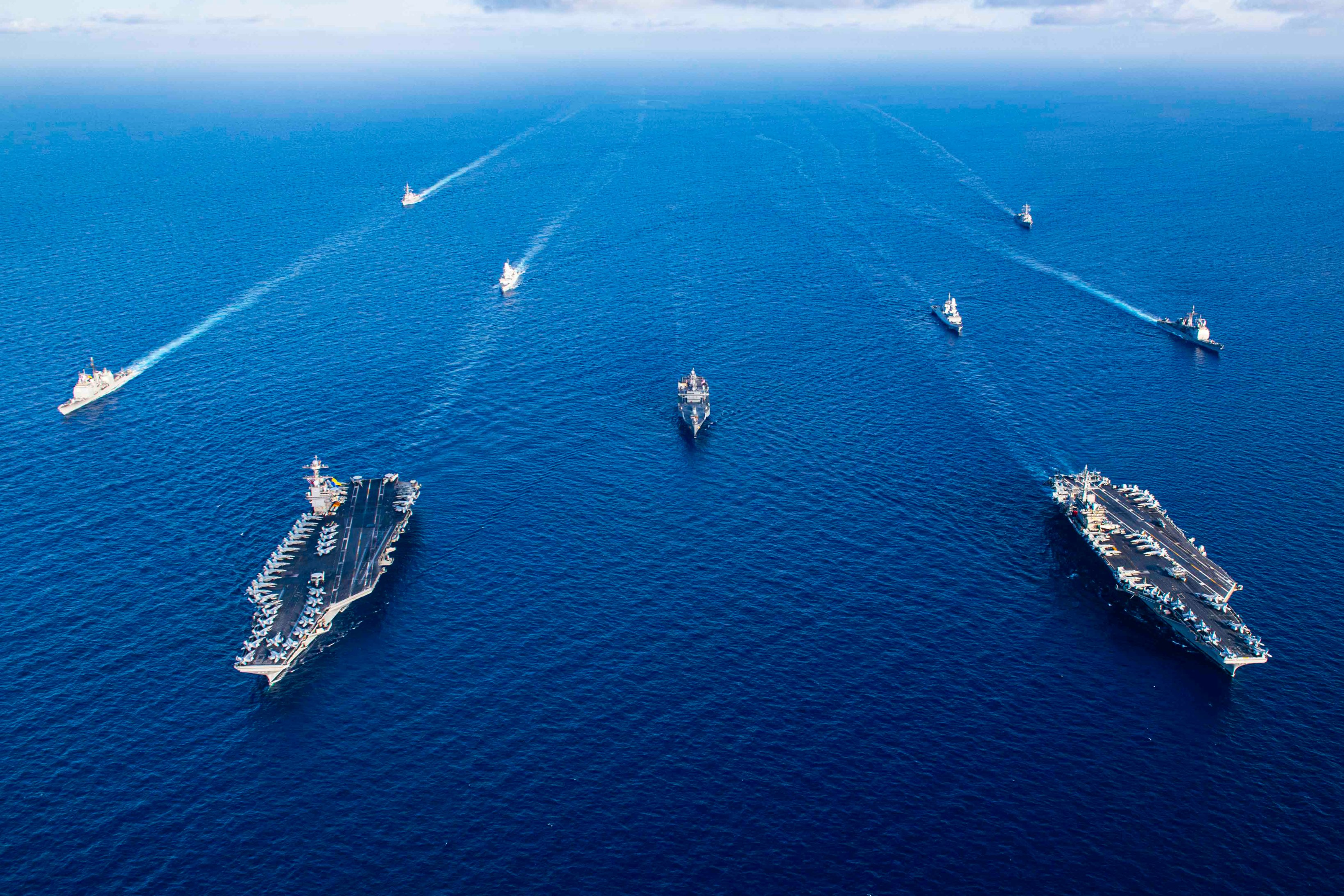
Los grupos de ataque de los portaaviones USS Dwight D. Eisenhower y USS Gerald R. Ford que Estados Unidos envió en otoño de 2023 al Mediterráneo Oriental en apoyo de Israel

El 14 de octubre de 2023, Lloyd Austin dirigió al Dwight D. Eisenhower y su grupo de ataque de portaaviones, que incluye el crucero Philippine Sea y los destructores Laboon, Mason y Gravely, hacia el Mediterráneo oriental en respuesta a la guerra de Israel contra Hamás. Este es el segundo grupo de ataque de portaaviones que se envía a la región en respuesta al conflicto, después del Gerald R. Ford y su grupo, que fue enviado sólo seis días antes.
El 31 de diciembre de 2023 combatientes hutíes, respaldados por Irán, atacaron el buque portacontenedores MV Maersk Hangzhou en el Mar Rojo e intentaron abordarlo. Helicópteros de la Armada estadounidense del USS Eisenhower respondieron a la llamada de socorro del barco y llegaron para ahuyentar a los atacantes y emitieron advertencias verbales a los atacantes, y los hutíes luego abrieron fuego contra los helicópteros. Los helicópteros respondieron en defensa propia, hundieron tres lanchas rápidas hutíes y mataron a todos los miembros de la tripulación de las embarcaciones. El New York Times informó que: «Parecía ser la primera vez que las fuerzas estadounidenses y aliadas que patrullaban el Mar Rojo... se han involucrado en un tiroteo mortal con los hutíes desde que comenzaron sus ataques a los barcos en octubre... " El Comando Central de Estados Unidos dijo que se trataba del ataque número 23 de los hutíes contra el transporte marítimo internacional desde el 19 de noviembre de 2023.
El 10 de enero de 2024, los hutíes llevaron a cabo un ataque más audaz contra barcos estadounidenses y británicos. Se trataba de una andanada de misiles y todos los misiles fueron derribados por el USS Eisenhower y otros barcos. El día 11  Eisenhower participaron en los Ataques en Yemen de enero de 2024.
El 12 de enero de 2024, aviones del Dwight D. Eisenhower participaron en los ataques con misiles de 2024 en Yemen contra los rebeldes hutíes. Los misiles de crucero Tomahawk fueron disparados por el crucero Philippine Sea, así como por los destructores Mason, Gravely y el submarino Florida.

## Premios

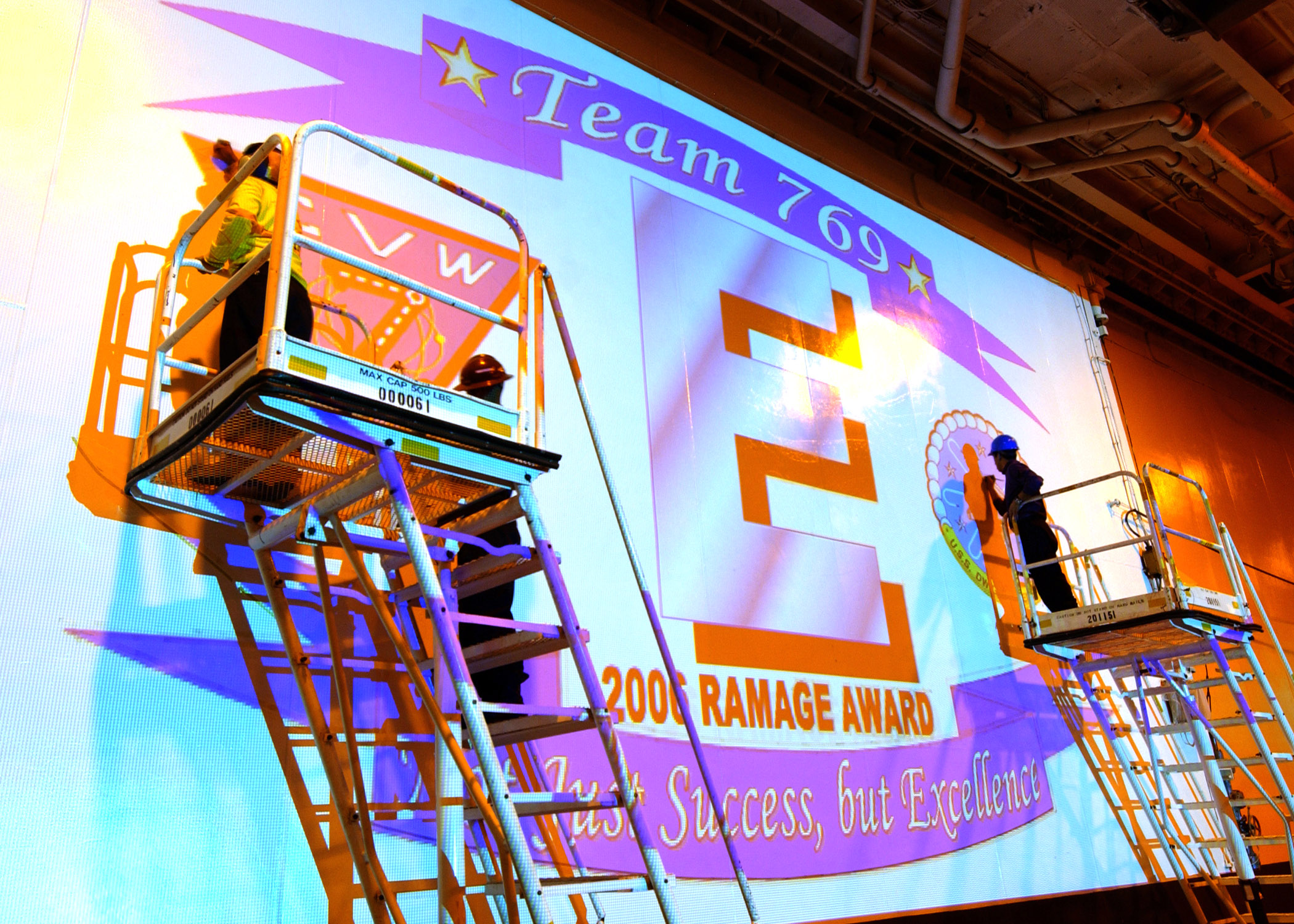
Battle E.

El USS Eisenhower ha ganado varios premios, incluyendo la Battle "E" en 1979, 1980, 1981, 1985, 1990, 1998, 1999 y 2006 como el más eficiente portaaviones en la Flota del Atlántico. En 1999, ganó el Marjorie Sterrett Battleship Fund Award para la Flota del Atlántico. 
Además, fue galardonado con el Navy Unit Commendation con la estrella de servicios (1980, 1983), el Meritorious Unit Commendation con tres estrellas de servicios (1990, 1992, 1995, 2001); la Navy Expeditionary Medal (1980), la National Defense Service Medal con la estrella del servicio, la Armed Forces Expeditionary Medal con tres estrellas de servicios (1983, 1994, 1998, 2000), y Southwest Asia Service Medal con dos estrellas de la campaña. El buque también ganó la Atlantic Fleet Retention Excellence Award, también conocido como el Golden Anchor Award) en 2003.

### Buques de la clase
• USS Nimitz (CVN-68)
• USS Carl Vinson (CVN-70)
• USS Theodore Roosevelt (CVN-71)
• USS Abraham Lincoln (CVN-72)
• USS George Washington (CVN-73)
• USS John C. Stennis (CVN-74)
• USS Harry S. Truman (CVN-75)
• USS Ronald Reagan (CVN-76)
• USS George H. W. Bush (CVN-77)

### Listas relacionadas
- Anexo:Portaaviones por país
- Anexo:Portaaviones de Estados Unidos
- Anexo:Buques actuales de la Armada de los Estados Unidos